# Karl Litzmann
Karl Litzmann est un militaire et un homme politique allemand, né le 22 janvier 1850 et mort le 28 mai 1936 à Neuglobsow, arrondissement de Ruppin (de) dans le province de Brandebourg.

## Biographie

### Carrière
Militaire de carrière, il est nommé colonel en 1895, et Generalmajor en 1898 et intègre le grand quartier général allemand en 1905. En 1912, avec August Keim, il fonde la Wehrverein, association de l'armée, destinée à soutenir et encourager l'essor militaire du Reich, en renforçant l'armée de terre. Rapidement, son action donne à cette association nationaliste un essor supérieur à celui de la Flottenverein.

### Première Guerre mondiale
Lors du déclenchement de la Première Guerre mondiale, Litzmann est rappelé et reprend un service actif. Il s'occupe des lignes logistiques de la 3e armée allemande. Il prend ensuite le commandement de la 3e division de la Garde à partir du 17 octobre 1914. Sur le front de l'Est avec cette unité, il se signale par sa ténacité face aux unités russes déployées contre ses troupes, son action à Brzeziny est importante lors de la prise de Łódź, Lors d'une action concertée avec des unités austro-hongroises déployées en Pologne. Litzmann obtient pour cette action l'ordre Pour le Mérite. Le 24 décembre 1914, il est promu General der Infanterie  et nommé à la tête du 40e corps de réserve. Au cours de l'hiver 1915, il participe à la Seconde bataille des lacs de Mazurie puis à la prise de Kauen, il reçoit à cette occasion les feuilles de chêne pour le mérite et refuse l'offre du Kaiser de l'anoblir. Le 40e corps d'armée de réserve poursuit sa progression vers l'est le long du Niémen et atteint au cours de la mi-septembre la ville de Vilnius.
Au cours de l'année 1916, Litzmann et le 40e corps d'armée sont transférés en Ukraine dans la région de Volhynie où ils combattent les troupes russes durant le mois de juillet. Ils combattent ensuite dans les Carpates occidentales roumaines. En août 1917, Litzmann dirige le groupe d'armée Stanislau stationné à l'est de la Galicie. En janvier 1918, Litzmann est transféré avec le 40e corps d'armée de réserve sur le front de l'ouest et intègre le groupe d'armée Souchez en soutien à la 6e armée. Physiquement de moins en moins apte à exercer ses fonctions opérationnelles, il se retire du service actif le 6 août 1918.

### Après le conflit
Litzmann est choqué par la défaite allemande de 1918 et indigné par les conditions de paix proposées. Il rejette la République et rejoint la droite nationaliste allemande. Dans ses mémoires publiés en 1927 et 1929, il considère que le système parlementaire a échoué et attend une renaissance nationale basée sur « l'esprit bismarckien » et un nouveau chef permettant de rassurer le peuple allemand et de rétablir la monarchie.
Assez rapidement, au cours de l'année 1929, Litzmann rejoint le parti nazi après avoir adhéré aux SA. Il devient l'un des orateurs du parti en tant qu'ancien général de la Première Guerre mondiale. En 1932, il est élu député au Landtag de Prusse jusqu'à la dissolution de la Diète en octobre 1933. Le 6 novembre 1932, il est élu au Reichstag et préside en tant que doyen la séance d'ouverture de la mandature. Au cours d'un discours le 6 décembre, il recommande la nomination d'Hitler comme chancelier. Il doit néanmoins démissionner étant déjà élu au Landtag de Prusse. Il est à nouveau élu aux élections de mars 1933 mais est contraint de démissionner pour les mêmes raisons. Lors des nouvelles élections en novembre 1933, il peut siéger au Reichstag et occupera son siège jusqu'à sa mort. 
Au mois de juillet 1933, Litzmann devient membre du conseil d'État de Prusse. Il appartient au cercle des proches de Adolf Hitler, il apparait aux côtés de Hitler le 2 juillet 1934 après la nuit des Longs Couteaux. Il décède le 28 mai 1936.

## Mémoire
L'administration nazie du Wartheland exalte son souvenir en changeant le nom de Łódź en Litzmannstadt le 11 avril 1940 ou le nom de Brzeziny en Löwenstadt (la ville du Lion, d'après son surnom, le Lion de Brzeziny)